# Banana.ch
Die Banana.ch SA ist ein Schweizer Softwarehersteller mit Sitz in Viganello-Lugano. Sie stellt die Finanzbuchhaltungssoftware «Banana Buchhaltung» für Kleinunternehmen her und vertreibt sie weltweit in 180 Ländern mit mehr als 400'000 Benutzern (Stand 2020). Laut dem Capterra Ranking 2019 hat das Unternehmen 18'000 Kunden und 95'000 Anwender nutzen das Banana-Programm.

## Geschichte
Die Firma wurde 1990 unter dem Namen Parsec System SA von Domenico Zucchetti in Bironico als Aktiengesellschaft mit einem Kapital von 50'000 Franken gegründet, um eine Finanzbuchhaltungssoftware für Kleinunternehmen, Vereine und Private zu vertreiben. Seit 1999 heisst die Firma Banana.ch SA. Das Ziel war, ein Buchhaltungsprogramm zu entwickeln, das mit einer einfachen Bedienung auch von Nichtbuchhaltern benutzt werden kann.
Die «Banana Buchhaltung 1» wurde 1989 für das DOS-Betriebssystem mit einem flexibel anpassbaren Kontenplan entwickelt. Mit «Banana 2» folgte eine Version für das Microsoft-Windows-Betriebssystem, die in der Bedienung dem Microsoft-Excel-Tabellenkalkulationspropramm glich. 1995 wurde Banana erstmals ins Ausland verkauft. Seit Eröffnung der Website im Jahr 1997 wird das Programm weltweit benutzt.
Mit «Banana 3» wurde 1997 die Fremdwährungs- und Mehrwertsteuerverwaltung möglich. Das Kassenbuch wurde auf der Homepage gratis zur Verfügung gestellt. 1999 wurde «Banana 4» mehrsprachig und die Datenarchivierung erfolgte im HTML-Format. Im Jahr 2000 wurde eine internationale Banana-Version erstellt und der Verkauf erfolgte nun online. Im gleichen Jahr kam die Software Banana als «Finalist» für den Codie award (Software-Oscar) der Software & Information Industry Association in San Diego in den Kategorien Business Software und Numeric and Database unter die fünf besten Programme der Welt.
Die 2002 entwickelte Methode zur Sicherung der eingegebenen Daten und des Datentransfers unter Anwendung der Blockchain-Technologie wurde von Ernst & Young geprüft und mit dem US-Patent Nr. 7.020.640 patentiert. «Banana 5» brachte 2006 als Neuerung die Einfache Buchhaltung und die Archivierungsmöglichkeit für Buchhaltungsdaten in Excel und XML. 2007 wurde in Holland und China eine neue Handelsmarke (Brand) und ein neues Geschäftsmodell lanciert, mit dem das Banana-Programm im Internet gratis verfügbar gemacht und mit Werbung finanziert wurde. Banana 5 folgte 2008 mit einer erweiterten Version für Mac-Nutzer mit CrossOver.
Mit «Banana 6» konnten 2010 die Daten in PDF-Format archiviert und Berichte personalisierbar gemacht werden. Die chinesische Version der Banana-Buchhaltung wurde auf chinesischen Blogs als eine der 15 besten Gratisapplikationen zur Finanzverwaltung empfohlen. 2012 kam mit «Banana 7» eine eigene Version für Mac und die schweizerische Mehrwertsteuererklärung wurde in das Programm integriert.

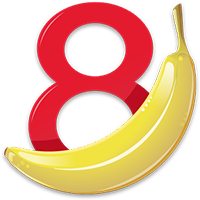
Logo von Banana 8

Die 2015 lancierte «Banana 8» brachte zusätzliche Möglichkeiten wie Buchhaltungszeilen farbig hervorzuheben, Kontrolle von Kunden- und Lieferantenrechnungen, Businessplan und Liquiditätsplanung, dynamischer Datenaustausch in Excel und anderer Programme, BananaApps, Programmserweiterung zum Verwaltung von Bibliotheken und Karteien sowie das Programm und die Website in chinesischer Sprache.
Die erweiterte Version von «Banana 8» brachte 2017 Neuheiten für fortgeschrittene Benutzer. Auf der Website wurden rund 500 gebrauchsfertige Vorlagen und über 60 BananaApps gratis zum Herunterladen bereitgestellt. Mit den BananaApps können Buchhaltungen personalisiert und auf die Normen der nationalen Standards angepasst werden.
Die «Banana Buchhaltung 9» hat unter anderem einen einzigen Lizenzschlüssel, mit dem es auf allen Betriebssystemen (Windows, Mac OS X, Linux, iOS, Android) installiert werden kann.
2021 wurde «Banana Buchhaltung Plus (Version 10)» lanciert, die neben sonstigen Verbesserungen neue Anwendungen wie Zeiterfassung, Offerten und Rechnungen, Lagerverwaltung und Anlagenbuchhaltung beinhaltet. Diese Lösung wird neu im Jahresabonnement vertrieben. Im gleichen Jahr wurde die «Banana Buchhaltung Web» gestartet, eine der ersten Buchhaltungslösungen, die mit der WebAssembly-Technologie direkt im Browser arbeitet.

## Banana Finanzbuchhaltungsprogramm
Das Ziel der Softwarehersteller war, das «Banana»-Finanzbuchhaltungsprogramm so zu konzipieren, dass der Anwender mit wenig Zeitaufwand in der Lage sein sollte, die Buchführung möglichst unabhängig und selbständig erledigen zu können. Dazu gehört eine einfache und übersichtliche Bedienung sowie die Kompatibilität mit den verbreitetsten Betriebssoftware Windows, Mac, Linux, Android und iOS. Der globale Zugang zur Software wurde mit einem Starter-Edition-Modus erleichtert, mit dem alle Funktionen des Programms gratis ausprobiert und bis 70 Buchungszeilen gespeichert werden können, sowie mit der Mehrsprachigkeit (Deutsch, Italienisch, Englisch, Französisch, Holländisch, Spanisch, Portugiesisch, Chinesisch) des Programms.
Banana lässt sich ähnlich bedienen wie die Microsoft-Bürosoftware. Die Buchhaltung kann für kleine Firmen oder Vereine mit gebrauchsfertigen Kontenplanvorlagen auf die eigenen Bedürfnisse angepasst eingerichtet werden. Importfilter als Schnittstelle ermöglichen Kontoauszüge von Banken- und Postscheckkonti zu übernehmen, alle Daten in die Buchhaltung zu übertragen und automatisch zu verbuchen. Abschlüsse und Eröffnungen können ebenso wie die gesamte Buchhaltungsdatei als PDF-Archivdatei «auf Knopfdruck» erstellt werden. Ein umfassendes Benutzerhandbuch ist online verfügbar. Die Banana-Buchhaltung wird von Berufs- und Fachhochschulen für schulische und administrative Zwecke benutzt.

## Auszeichnungen
- Die Banana Buchhaltung 9 gehört gemäss dem Portal Capterra 2019 zu den Top 20 der weltweit beliebtesten Buchhaltungssoftware.[15]